# Muara Jangga
Muara Jangga is een bestuurslaag in het regentschap Batang Hari van de provincie Jambi, Indonesië. Muara Jangga telt 1919 inwoners (volkstelling 2010).